# Didimi

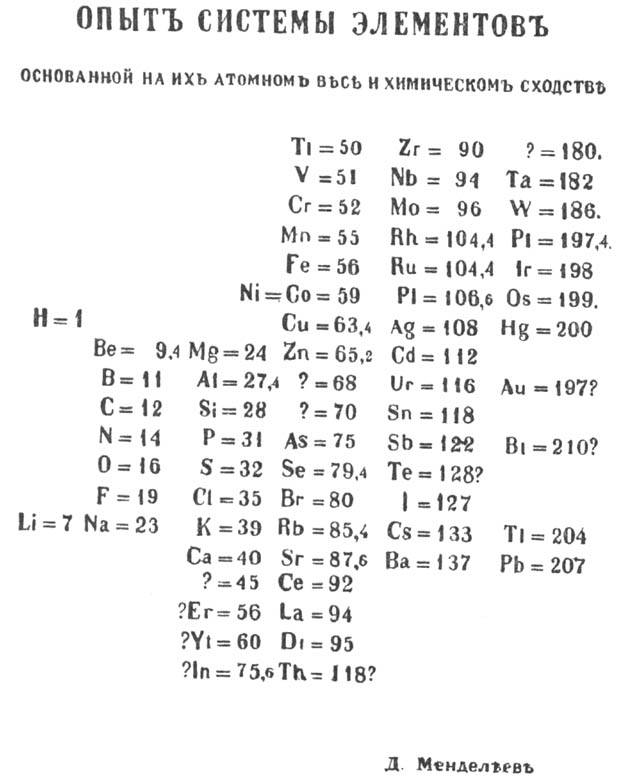
Didimi a la primera edició de la taula periòdica de Dmitri Mendeléiev.

El didimi és una terra rara consistent en una barreja de praseodimi i neodimi; descobert el 1843 per Carl Gustav Mosander, fou considerat un element químic amb el símbol: Di.
L'any 1885 el químic austríac Carl Auer von Welsbach en separà la mescla i deixà de considerar-se un element químic.